# Тараков, Дмитрий Архипович
Дмитрий Архи́пович Тара́ков (17 апреля 1932, село Малышкино, Гусевский район, Ивановская Промышленная область, РСФСР, СССР — 22 мая 2013, Оренбург, Россия) — завкафедрой летательных аппаратов Аэрокосмического института ОГУ, консультант при дирекции (на общественных началах) ОАО ПО «Стрела», Герой Социалистического Труда (1983), почётный гражданин Оренбурга. В 1976—2001 годах директор Оренбургского машиностроительного завода, генеральный директор ФГУП «Производственное объединение „Стрела“».
Похоронен на кладбищенском комплексе «Степной-1».